# خافيير فرنسيسكو منديز
خافيير فرنسيسكو منديز (بالإسبانية: Javier Francisco Méndez Torres)‏ (23 سبتمبر 1972 - ) هو ملاكم مكسيكي، صنّف ضمن فئة وزن الويلتر.

## روابط خارجية
- خافيير فرنسيسكو منديز على موقع بوكس ريك (الإنجليزية) (registration required)